# Слінгер (Вісконсин)
Слінгер (англ. Slinger) — селище (англ. village) в США, в окрузі Вашингтон штату Вісконсин. Населення — 5992 особи (2020).

## Географія
Слінгер розташований за координатами 43°20′7″ пн. ш. 88°16′35″ зх. д. / 43.33528° пн. ш. 88.27639° зх. д. (43.335396, -88.276455).  За даними Бюро перепису населення США в 2010 році селище мало площу 13,76 км², з яких 13,70 км² — суходіл та 0,06 км² — водойми.

## Демографія
Згідно з переписом 2010 року, у селищі мешкало 5068 осіб у 2029 домогосподарствах у складі 1390 родин. Густота населення становила 368 осіб/км².  Було 2182 помешкання (159/км²).
Расовий склад населення:
| - 97,2 % — білих - 0,6 % — азіатів - 0,5 % — чорних або афроамериканців - 0,2 % — корінних американців |

До двох чи більше рас належало 1,1 %. Частка іспаномовних становила 2,3 % від усіх жителів.
За віковим діапазоном населення розподілялося таким чином: 26,4 % — особи молодші 18 років, 63,3 % — особи у віці 18—64 років, 10,3 % — особи у віці 65 років та старші. Медіана віку мешканця становила 37,2 року. На 100 осіб жіночої статі у селищі припадало 96,1 чоловіків;  на 100 жінок у віці від 18 років та старших — 94,2 чоловіків також старших 18 років.
Середній дохід на одне домашнє господарство  становив 81 580 доларів США (медіана — 70 503), а середній дохід на одну сім'ю — 90 810 доларів (медіана — 81 161). За межею бідності перебувало 8,6 % осіб, у тому числі 13,2 % дітей у віці до 18 років та 10,4 % осіб у віці 65 років та старших.
Цивільне працевлаштоване населення становило 2745 осіб. Основні галузі зайнятості: виробництво — 24,8 %, освіта, охорона здоров'я та соціальна допомога — 17,5 %, роздрібна торгівля — 16,4 %.